# 유고슬라브인
유고슬라브인(세르보크로아트어: Jugosloveni / Југословени 유고슬로베니[*], 마케도니아어: Југословени 유고슬로베니, 슬로베니아어: Jugoslovani 유고슬로바니)은 유고슬라비아의 민족 범주의 하나이다.
유고슬라브인의 민족 구성은 매우 복잡하여, 마케도니아인, 몬테네그로인, 보슈냐크인, 세르브인, 슬로벤인, 알바니아인, 크로아트인 등으로 갈라져 있다. 민족 집단을 가르는 가장 큰 구분은 종교(정교회, 가톨릭, 이슬람교) 와 언어이며, 유고슬라비아의 해체 이후 연방을 구성하던 공화국들은 민족 단위로 분열, 분리독립을 위해 전쟁을 겪어야 했다.
유고슬라브인이라는 민족 범위는 일종의 국가 정체성으로서, 예를 들어 "미국인"이라는 개념과 유사하다. 서로 다른 민족(세르브인+크로아트인)사이에 태어난 사람이나 무신론자, 민족주의에 반대하는 사람들이 유고슬라브인을 자칭하였다. 대표적인 인물로 전 유고슬라비아 대통령인 요시프 티토를 들 수 있다. 유고슬라비아의 해체 이후, 많은 유고슬라브인들이 그들의 민족 정체성으로 복귀하였지만, 아직도 유고슬라브인을 자칭하는 사람들이 남아 있다.

## 같이 보기
- 소련인
- 무슬리마니